# Faker
Lee Sang-Hyeok (en hangul, 이상혁; Gangseo-gu, Seúl; 7 de mayo de 1996), más conocido como Faker (en hangul, 페이커), es un jugador profesional surcoreano de League of Legends. Conocido anteriormente como GoJeonPa (en hangul, 고전파) en el servidor coreano y como Hide on Bush actualmente, fue contratado por SK Telecom para competir en la LCK en 2013, desde entonces ha jugado como "midlaner" para el equipo. Es ampliamente considerado como el mejor jugador de competitivo de League of Legends de todos los tiempos, llegando al punto de ser apodado por comentaristas y otros jugadores como Unkillable Demon King, o Rey Demonio Inmortal en español.
Faker es reconocido por su gran dominio de las mecánicas del juego y la amplia versatilidad de estilos y personajes que es capaz de ejecutar correctamente. Es conocido por usar campeones complejos y variados como Galio, Zed, Orianna, Azir, Viktor, Ahri, LeBlanc o Ryze, siendo tal vez estos tres últimos los más emblemáticos de su carrera.
Faker es el único jugador de la historia en haber ganado el Campeonato Mundial de League of Legends en cinco ocasiones: en 2013, 2015, 2016,  2023 y 2024. Faker también ha ganado el All-Star Paris 2014, el Mid-Season Invitational 2016, 2017 y el IEM World Championship 2016, además de diez títulos domésticos de la LCK (Liga Coreana de League of Legends). Semejante palmarés le convierte con diferencia en el jugador más laureado de la historia de la competición.

## Primeros años
Faker nació el 7 de mayo de 1996 en Seúl. Él y su hermano fueron criados por sus abuelos y su padre, Lee Kyung-joon en el distrito de Gangseo-gu, Seúl. A Faker siempre le encantaron los rompecabezas y los videojuegos, incluyendo los "custom maps" del Warcraft III y el MOBA "Chaos". Descubrió League of Legends a finales de 2011, y pronto se volvió muy bueno en el juego. En 2013 la organización de SKT T1 se fijó en él y terminaron contactándolo, ese mismo año dejó sus estudios en el instituto para poder unirse al quinteto titular del equipo.

## Carrera
Faker es ampliamente considerado como el mejor jugador de competitivo de League of Legends de la historia desde que demostró sus habilidades en el Campeonato Mundial de 2013. En octubre de ese mismo año Faker ganó su primer título de campeón mundial de League of Legends como miembro de SK Telecom K.
En 2014 SKT K y SKT S se fusionaron y Faker se convirtió en miembro titular del resultante SKT T1. Aun así ese año SKT T1 no consiguió clasificarse para el Campeonato Mundial de 2014.
En noviembre de 2015 se informó que Faker había rechazado ofertas de contrato por parte de diversas compañías chinas, incluyendo una oferta de ₩500 millones por dedicarse al streaming.
Muchos grandes jugadores de la liga coreana, incluyendo los miembros del equipo Samsung Galaxy Pawn, Dandy e Imp, dejaron Corea del Sur para jugar en China, pero Faker por el contrario llegó a rechazar una oferta de más de $1,000,000 proveniente de un equipo chino. Imp contó en un hilo de Reddit que su salario era superior a los $200,000 por año, sin especificar la cantidad. De ser cierto, se puede suponer que Faker podría estar ganado mucho más que cualquiera de las ofertas que recibió de equipos chinos. Como mínimo las ganancias de Faker como profesional de los eSports superan los U$S 1,000.000.
Faker comenzó el split de primavera de 2015 de la LCK en el banquillo, reapareciendo con un pentakill en una gran partida contra el equipo NaJin e-mFire.
En el Campeonato Mundial de League of Legends 2015 él y su equipo conquistaron el trofeo perdiendo únicamente una partida en la final, consiguiendo un récord de 15–1 en el campeonato. Al conseguir este hito en su carrera perdió una apuesta que había hecho previo a la final y tuvo que comerse un brócoli en el escenario durante la celebración de su victoria.
El 2016 fue el año soñado para Faker con SKT. Ganó la IEM con un aplastante 3-0 sobre el conjunto europeo Fnatic, acabó también con quien se perfilaba como el gran candidato a ganar la LCK (Liga Coreana de League of Legends), ROX Tigers, con un marcador final de 3-1, y logró conquistar el MSI (Mid-Season Invitational, Torneo Invitación de Mitad de Temporada) con una contundente victoria frente al equipo norteamericano Counter Logic Gaming.
Sin embargo, el verano empezó con tropiezos para SKT. Tras empezar ganando 2-0, perdió contra KT Rolster y por primera vez quedó fuera de una final de la LCK. Tras la victoria de ROX en la final contra KT, Faker clasificó junto a su equipo por puntos al Mundial de 2016, convirtiéndose así también, en el primer equipo en la historia capaz de defender el título obtenido en la temporada anterior. Previo a la cita mundialista, se creía que Faker no era el mismo, que ya estaba "viejo" para League of Legends, incluso Riot, en su video del Top 20 de Mejores Jugadores, Faker ya no se contaba como el mejor jugador del mundo, siendo destronado por el Top Laner de ROX Tigers, SmeB.
Ya en fase de grupos, y a lo largo de la eliminación directa, Faker demostró un gran uso de Orianna, Viktor o Ryze (entre otros), y se destacó a lo largo del Mundial 2016, logrando vencer con su equipo a su mayor amenaza en las semifinales, el campeón de la LCK, ROX Tigers. "Creo que hoy he jugado mucho mejor, por lo que definitivamente pienso que, ahora mismo, soy el mejor jugador del mundo" declaró tras la victoria que le daba el pase a la final. En una final que parecía sencilla, Faker tuvo que dar lo mejor de sí mismo para y lograr vencer a un Samsung Galaxy que dio más guerra de lo esperado. Con un 3-2 a favor, Faker se alzó con el tricampeonato de League of Legends, convirtiéndose, junto con SKT y Bengi, en los primeros en la historia en ganar tres mundiales. La victoria también supuso que el equipo de SKT, Faker, Bengi, Bang y Wolf, pasasen a ser los primeros en defender el campeonato obtenido en la temporada anterior, completando lo que popularmente se conoce como back to back.
En el Spring Split de 2017, comenzaba de nuevo la duda sobre su estado de forma y el de su equipo. Pero Faker y compañía dejaron en claro que seguían siendo los mejores de su liga, y superaron en la final al Dream Team de KT Rolster con un limpio 3-0, obteniendo su pase al MSI de 2017.
En la fase de grupos del MSI, SKT demostró nuevamente que era imparable, acabando como primer puesto indiscutible del hexagonal. En la fase final arrasó con Flash Wolves por 3-0 y en la final terminó con las esperanzas del conjunto europeo G2 esports. Con esta victoria SKT T1 se convirtió en el primer equipo de la historia en ganar dos MSI, además fueron capaces de defender el título, completando otro back to back.

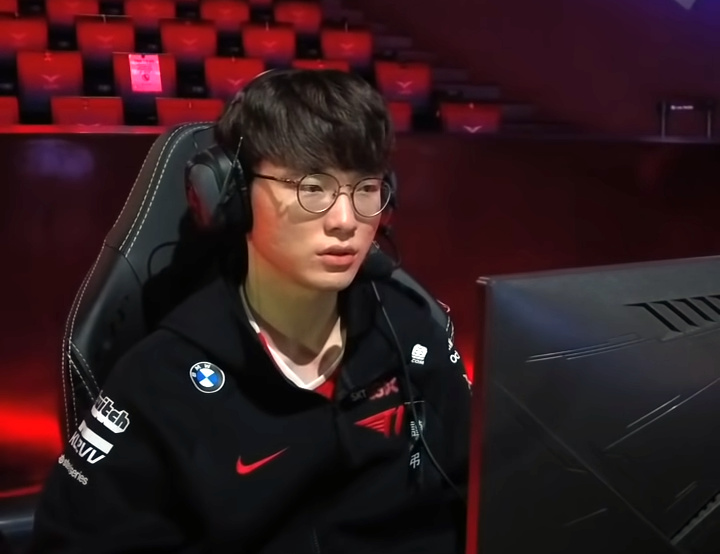
Faker en los playoffs de verano de la LCK en 2021.

Tras hacer un Summer Split discreto con SKT se sembraron de nuevo dudas sobre Faker. Sin embargo, logró ganar cada una de las fases de Playoffs dejando en el camino con un aplastante 3-0 a su rival de la final del mundial pasado Samsung Galaxy y con un apretado 3-2 a KT Rolster, accediendo nuevamente a la final del Split. Igualmente no fue suficiente ya que Faker y su equipo perdieron la final ante un implacable Longzhu Gaming, obteniendo de todas formas el pase al mundial por puntaje acumulado en la temporada.
No obstante, la tendencia del conjunto durante el torneo no fue del todo ascendente, ganando muchos partidos al límite y dejando entrever que no eran el equipo invencible que todos recordaban. Aun así, tras algunas victorias ajustadas, llegaron a las semifinales donde se enfrentarían al conjunto chino de RNG. La serie estuvo en todo momento muy igualada, es recordada especialmente la actuación de Faker, que llegó a seleccionar Galio cinco partidas consecutivas, mostrando un nivel increíble nivel con este campeón y recordándose aún como el mejor de la historia del competitivo. Al final la serie se decidiría en el quinto mapa, saldándose como victoria a favor de SKT. 
Sería en la final donde las dudas que se habían ido sembrando durante el verano y los mundiales se confirmaron, materializándose a través de una aplastante derrota 0-3 ante el conjunto de Samsung Galaxy White, actual equipo de GenG. Esta serie pasaría a la historia por las lágrimas de Faker, que observó sin poder hacer nada como el equipo de Samsung acababa con su nexo después de una jugada que había comenzado con su propia muerte. El Rey Demonio Inmortal había sido derrotado en la final un mundial por primera vez en su vida y, lamentablemente, no conocería de nuevo la victoria hasta el año 2023.
El año de 2018 fue, sin dudas, el más duro de la organización y, por tanto, para Faker. Ante la necesidad de cambiar varias piezas tras los resultados del año anterior, SKT decidió modificar gran parte de su plantilla, promocionando a varios jugadores de su academia. El equipo fue incapaz de hacer rodar el engranaje, ese año no lograron ganar ningún título ni clasificarse al MSI o al Mundial, llegando hasta un punto crítico, teniendo que jugar en posiciones de descenso, donde Faker tuvo que brillar para salvar a su equipo.
La temporada de 2019 fue una de grandes cambios para SKT. Tras los terribles resultados del año anterior se reconstruyó la plantilla de nuevo, esta vez con Faker como eje central. El equipo empezó de maravilla, haciéndose con su séptimo título doméstico y accediendo al MSI. Sin embargo, sería en esta edición del Mid-Season Invitational, donde SKT y Faker se toparían con la horma de su zapato. El equipo de G2 Esports, campeón de Europa, se plantó ante ellos en la semifinal y logró eliminarlos, ganando la serie 3-2, haciéndose posteriormente con el título.
Cansados y frustrados por el resultado comenzarían el split de verano con mal pie, aunque serían capaces de recomponerse y hacerse con el título de nuevo, llegando al Campeonato Mundial de League of Legends 2019. Todo parecía marchar bien hasta que, por segunda vez en ese mismo año, SKT se cruzó en las semifinales con el equipo de G2. La serie se jugó en Vista Alegre (Madrid) y pasaría a la historia del LoL europeo. Tras una serie dudosa por parte de SKT, en la que Faker llegó a temblar de impotencia, el conjunto de los samuráis se hizo con la victoria por 3-1, dejando a Faker a un paso de su ansiada final.
2020 fue una etapa de regeneración para la organización, comenzando por su propio nombre, que pasó a ser T1 tras el acuerdo al que se llegó con la empresa norteamericana Comcast Spectator. A nivel deportivo fue un año ajetreado, lleno de nuevas y jóvenes incorporaciones a la plantilla y condicionado por la pandemia de COVID-19. La temporada comenzó bien para el equipo que lograría hacerse con la victoria en el split de primavera. Sin embargo, la pandemia mundial provocó la cancelación del MSI, por lo que el equipo tuvo que esperar hasta el split de verano para competir de nuevo. En verano las cosas parecían estar fallando y, tras una temporada convulsa, acabaron siendo eliminados por GenG en las finales regionales, quedándose fuera del Mundial.
En 2021 las cosas no parecían haber cambiado mucho, el conjunto de T1 siguió intercambiando fichas, ascendiendo y desciendo a jugadores de la academia, buscando una alineación capaz de enfrentar a los mejores de nuevo. Finalmente, en verano, lograron una buena combinación y llegaron hasta la final de corea, donde fueron derrotados por el conjunto de DWG KIA, campeones del Campeonato Mundial de League of Legends 2020. La serie levantó algunas dudas sobre Faker ya que no solo se había visto superado mecánicamente, sino que había tomado algunas decisiones torpes que le podrían haber buscado la derrota a su equipo. Sin embargo, esta segunda posición les otorgó igualmente acceso al Campeonato Mundial de League of Legends 2021, donde hicieron una buena actuación. Tras una igualada semifinal contra DAMWON KIA fueron eliminados del torneo, quedándose Faker de nuevo a las puertas de su ansiada final.
El 2022 se convirtió en uno de los mejores y más desafortunados años de Faker y la organización. Después de mucho tiempo el astro coreano parecía haber vuelto a un gran estado de forma, dejando a lo largo del año algunas jugadas inolvidables, y, esta vez, su joven equipo parecía acompañarlo mejor que nunca. Si bien lograron una contundente victoria en primavera, quedando invictos tras 18 victorias seguidas en temporada regular y haciéndose con su décimo título doméstico, este fue el único trofeo que la organización logró ganar durante este año.
Se presentaron como favoritos en el Mid-Season Invitational 2022, pero terminaron por perder la final 3-2 ante el conjunto chino de RNG. En verano hicieron de nuevo una buena actuación, sin embargo, las secuelas del MSI y el cansancio acumulado afectaron al grupo, el cual perdió la final ante un poderoso GenG. Estando clasificados para el Campeonato Mundial de League of Legends 2022 volvieron a mostrar un gran nivel durante el torneo, postulándose como favoritos de nuevo según iban avanzando las rondas. Lograron derrotar al otro favorito y campeón chino, JDG, en las semifinales, llegando a las finales del Mundial por primera vez desde 2017. Mientras tanto un sorprendente DRX, cuarto representante coreano, ganaba la otra semifinal ante GenG, acudiendo a una última cita contra sus compatriotas. La final, considerada por muchos la mejor de toda la historia de la competición, se saldó con un trepidante 3-2 a favor de DRX, dejando a T1 y a Faker al borde de alcanzar su sueño del alzarse con su cuarto título mundial.

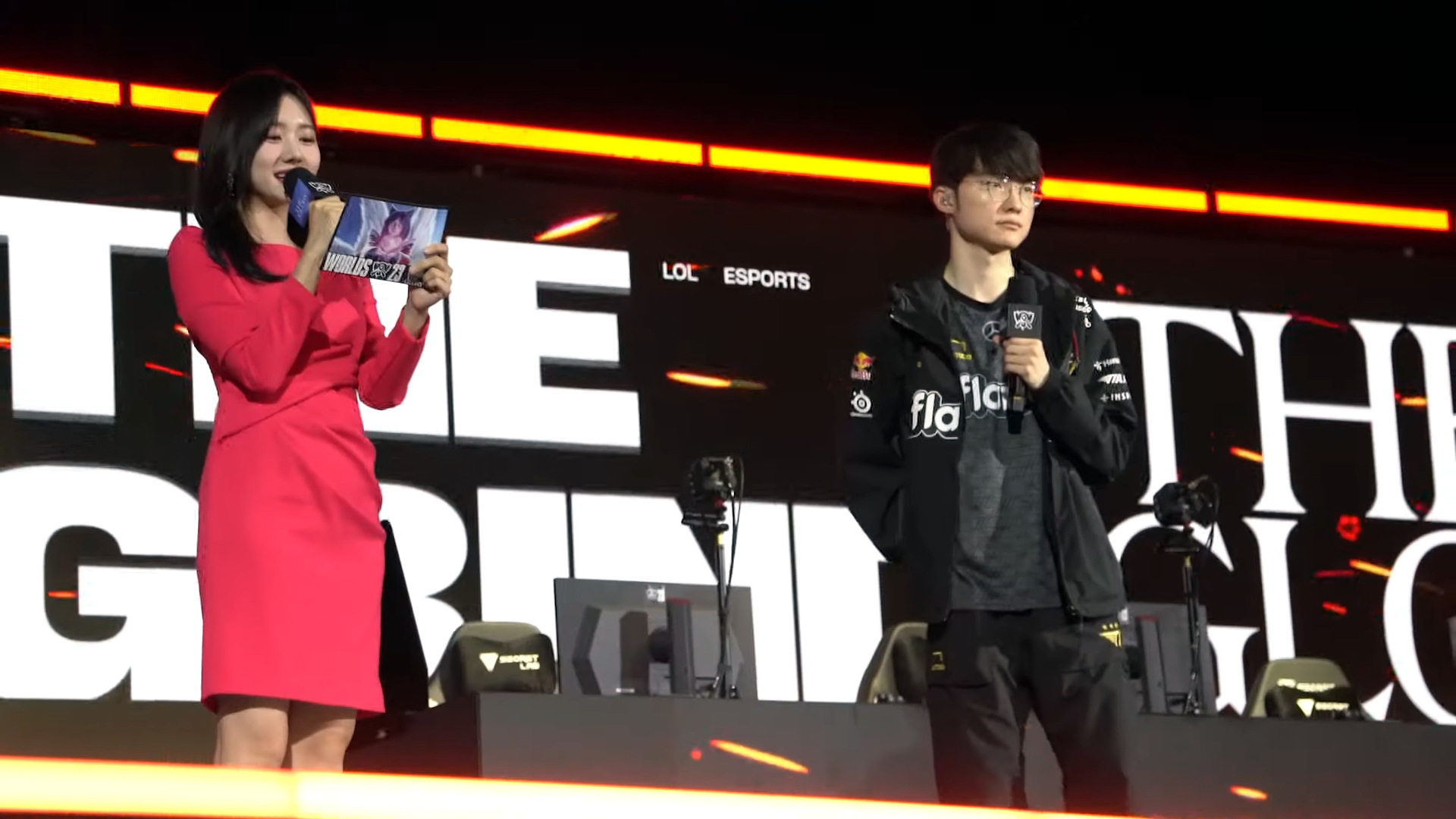
Faker en una entrevista postpartido durante en Campeonato Mundial de 2023.

La temporada de 2023 comenzó bien para T1, que decidió no realizar cambios con el objetivo de reforzar el quinteto del año anterior, a fin de pulir los pequeños detalles que les habían dejado a tan solo unos pocos pasos de la victoria. Durante el split de primavera los de Faker se mostraron muy fuerte y unidos, no obstante y para asombro de muchos, terminaron por perder la final ante un poderoso y renovado GenG. Por primera vez en años, el Mid-Season Invitational 2023, albergó a dos equipos de cada una de las regiones mayores (Europa, Norteamérica, China y Corea del Sur), por lo que T1 accedió al torneo a pesar de haber quedado segundo. Sin embargo, T1, perdió una ajustada semifinal 2-3 contra JDG, a los que ya se habían enfrentado en el campeonato mundial pasado. El equipo de JDG se había rehecho a principios de año, con una plantilla llena de leyendas de la competición y jóvenes promesas, y venía de dominar la liga china de forma contundente. Esto hizo que T1 cayese al loser bracket, donde perdieron contra el segundo representante chino, Bilibili Gaming, qué llegó a la final contra JDG solo para perder de nuevo, repitiendo lo que había ocurrido en su liga regional. Después de un verano lleno de dudas y altibajos, incluyendo una lesión de Faker, que le impidió jugar durante semanas, T1 se clasificó para el Campeonato Mundial de League of Legends 2023. A pesar de las inseguridades dentro del propia fandom del equipo y de los analistas de la competición, T1 tuvo un gran y sorprendente desempeño durante el torneo. La prueba de fuego se presentó en la semifinal, donde se enfrentaron al equipo chino de JDG, por tercera vez consecutiva en un evento internacional. No obstante y contra pronóstico, T1 se alzó con la victoria de forma bastante contundente, posicionándose, ahora sí que sí, como favoritos al título y cortando la racha del equipo chino, que venía de ganar el resto de torneos del año. Por segunda vez consecutiva el equipo de T1 llegó a la final del mundo, presentándoseles, de nuevo, la oportunidad de ganar, por fin, su cuarto título de campeones. Jugaron contra Weibo Gaming, cuarto seed chino, y la serie estuvo, en todo momento, absolutamente decantada para el conjunto coreano. Así, y cerrando con un 3-0 que no dejó dudas a nadie, T1 y Faker, se alzaron su cuarto título mundial después de 7 años de derrotas.

## Contrato como realizador de directos
En 2014 Faker contrato de streaming en exclusiva con Azubu. A pesar de esto, un usuario en twitch.tv creó un canal llamado SpectateFaker, el cual retransmitía sus partidas clasificatorias usando el modo espectador del propio juego. Azubu finalmente optó por emitir una demanda DMCA. Riot Games, aunque cuestionándose si Azubu tenía de hecho alguna propiedad legal sobre las partidas retransmitidas, decidió cooperar con la demanda debido a daños causados a Faker y Azubu. En 2016 participó en el All Stars Barcelona en el equipo de fuego, el cual fue derrotado por el equipo contrincante, el de hielo. Sin embargo, Faker tuvo un papel muy importante,además, le cedió su línea a diversos mid laners, yendo él por la jungla, y consiguiéndole robar un barón a Jankos.
Recientemente, en la Séptima Temporada Faker se ha unido a twitch.tv ya que sus seguidores se expandieron por todo el mundo.

## Palmarés
SK Telecom T1 - T1

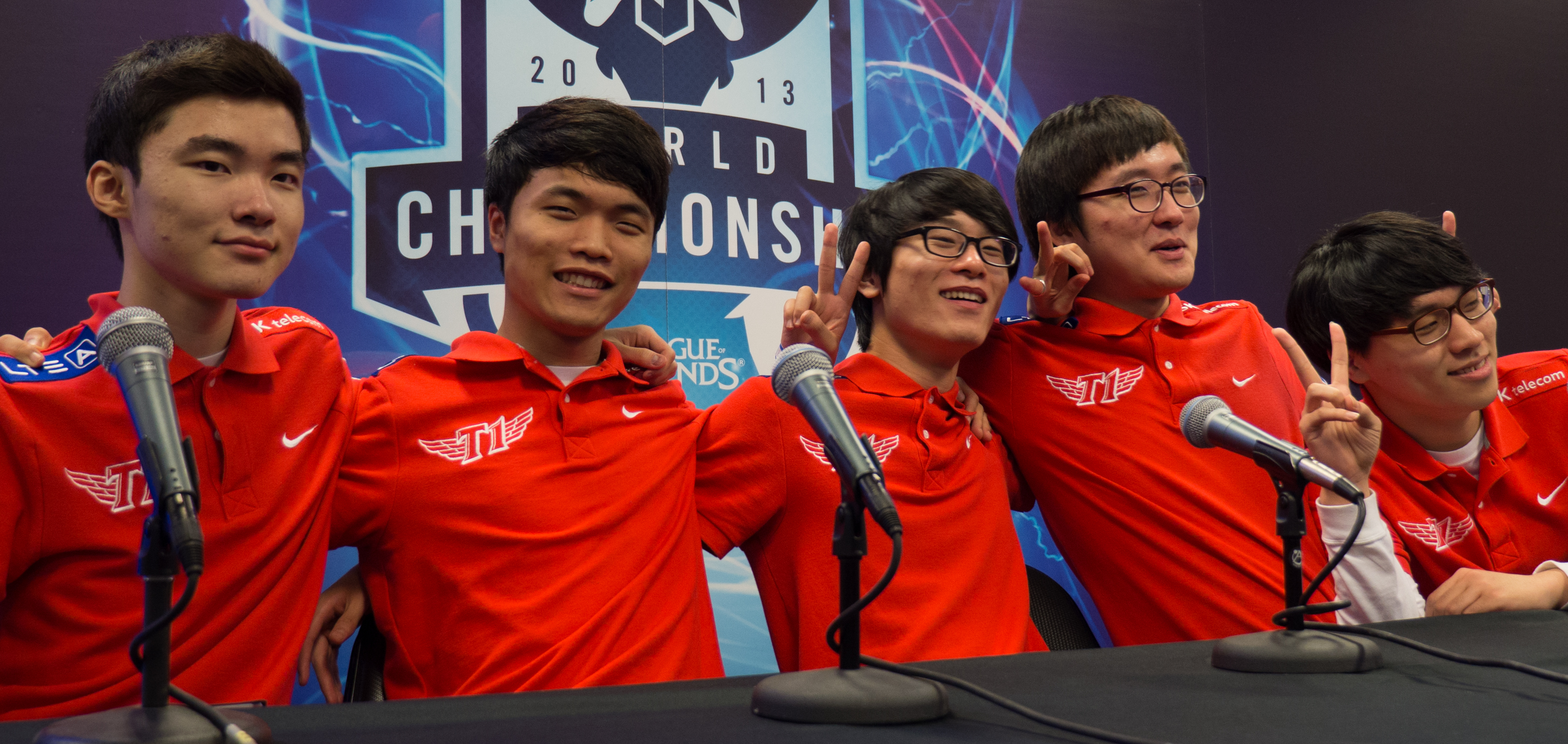
Faker (izquierda) con SK Telecom T1 en el Campeonato Mundial de 2013, año de su debut.

- LCK: verano 2013, invierno 2013-2014, primavera 2015, verano 2015, primavera 2016, primavera 2017, primavera 2019, verano 2019, primavera 2020, primavera 2022.
- All-Star Invitational champion: 2014
- NiceGameTV League of Legend Battle: 2014
- Rift Rivals: 2019
- Mid-Season Invitational: 2016, 2017
- Intel Extreme Masters: 2016
- World Championship: 2013, 2015, 2016, 2023, 2024